# Uroxys peruanus
Uroxys peruanus är en skalbaggsart som beskrevs av Vladimir Balthasar 1940. Uroxys peruanus ingår i släktet Uroxys och familjen bladhorningar. Inga underarter finns listade i Catalogue of Life.